# وود ریور (نبراسکا)
وود ریور(به انگلیسی: Wood River) شهری در ایالت نبراسکا کشور ایالات متحده آمریکا است که جمعیت آن در سرشماری سال ۲۰۱۰ میلادی، ۱٬۳۲۵ نفر بوده‌است.